# Stapleton (Selby)
Stapleton – wieś i civil parish w Anglii, w hrabstwie North Yorkshire, w dystrykcie (unitary authority) North Yorkshire. W 2001 civil parish liczyła 59 mieszkańców.
Na terenie wsi mieści się Stapleton Colony będące częścią Brotherhood Church.